# Carol Lynley
Carol Lynley (* 13. Februar 1942 in New York; † 3. September 2019 in Pacific Palisades, Kalifornien; eigentlicher Name Carole Ann Jones) war eine US-amerikanische Schauspielerin.

## Leben
Carol Lynley war schon als Teenager im Filmgeschäft sowie als Model tätig; so trat sie in einer Episode der 1950er-Jahre-Fernsehsendung Alfred Hitchcock Presents als mordende High-School-Schülerin auf. Für ihre Leistungen in den Filmen Die Unverstandenen und Das Herz eines Indianers wurde sie in den Jahren 1959 und 1960 für den Golden Globe Award als Beste Nachwuchsdarstellerin nominiert. Berühmt wurde sie in den 1960er Jahren vor allem als Missy an der Seite von Rock Hudson und Kirk Douglas in Robert Aldrichs El Perdido und durch die weiblichen Hauptrollen in zwei Filmen von Otto Preminger: Der Kardinal und Bunny Lake ist verschwunden. In Deutschland wurde sie vor allem als Sängerin Nonnie Parry im Katastrophenfilm Die Höllenfahrt der Poseidon (1972) sowie als Alleinerbin Annabell in der Grusel-Groteske Die Katze und der Kanarienvogel (1979) bekannt. 
Im Fernsehen übernahm sie Gastrollen in Serien wie Solo für O.N.C.E.L., Der kleine Vagabund, Ihr Auftritt, Al Mundy, Kojak – Einsatz in Manhattan, Drei Engel für Charlie, Love Boat, Fantasy Island und Die unglaublichen Geschichten von Roald Dahl. Bis zum Jahr 2006 stand Lynley für insgesamt über 100 Film- und Fernsehproduktionen vor der Kamera, wobei sie im Laufe ihrer Karriere sowohl freundliche und sympathische als auch mehrfach bedrohliche Charaktere spielte.
1960 heiratete sie den Publizisten Michael Selsman; aus der 1964 geschiedenen Ehe kam die Tochter Jill. Im März 1965 ließ sie sich für den Playboy ablichten, was einen kleinen Skandal auslöste. Sie war insgesamt 18 Jahre, mit ein paar Unterbrechungen, in einer Beziehung mit dem Fernsehmoderator David Frost. Carol Lynley starb im September 2019 im Alter von 77 Jahren an einem Herzinfarkt.

## Filmografie (Auswahl)
- 1958: Das Herz eines Indianers (The Light in the Forest)
- 1959: Die Unverstandenen (Blue Denim)
- 1959: Ferien für Verliebte (Holiday for Lovers)
- 1961: El Perdido (The Last Sunset)
- 1961: Rückkehr nach Peyton Place (Return to Peyton Place)
- 1963: Der Kardinal (The Cardinal)
- 1963: Die verlorene Rose (The Stripper)
- 1963: Ein Ehebett zur Probe (Under the Yum Yum Tree)
- 1964: Der Mörder mit der Gartenschere (Shock Treatment)
- 1964: Drei Mädchen in Madrid (The Pleasure Seekers)
- 1965: Bunny Lake ist verschwunden (Bunny Lake Is Missing)
- 1967: Die verschlossene Tür (The Shuttered Room)
- 1967: Ratten im Secret Service (Danger Route)
- 1968: Die unverbesserlichen Drei (The Helicopter Spies)
- 1969: Wenn dich der Mörder küßt (Once You Kiss a Stranger …)
- 1971: Mord in San Francisco (Crosscurrent)
- 1972: Der Blob (Beware! The Blob)
- 1972: Die Höllenfahrt der Poseidon (The Poseidon Adventure)
- 1974: Fahrstuhl des Schreckens (The Elevator) (Fernsehfilm)
- 1976: Die Flut bricht los (Flood) (Fernsehfilm)
- 1979: Delta III – Wir wollen nicht zur Erde zurück (The Shape of Things to Come)
- 1979: Die Katze und der Kanarienvogel (The Cat and the Canary)
- 1981: Hart aber herzlich (Hart to Hart; Folge: Hartland Express)
- 1987: Nachtstreife (Night Heat, Fernsehserie, 1 Folge)
- 1988: Todesgrüße aus dem Jenseits (Blackout)
- 1989: Hochhaus des Schreckens (Dark Tower)
- 1999: Fliegenfänger (Flypaper)
- 2006: Vic (Kurzfilm)

## Auszeichnungen (Auswahl)
Golden Globe Award
- 1959: Nominierung als Beste Nachwuchsdarstellerin für Das Herz eines Indianers
- 1960: Nominierung als Beste Nachwuchsdarstellerin für Die Unverstandenen